# 米里亚内特
米里亚内特（法語：Murianette，法語發音：[myʁjanɛt] ⓘ）是法国伊泽尔省的一个市镇，属于格勒诺布尔区。

## 地理
米里亚内特（45°11'30"N, 5°49'13"E）面积6.07 平方千米，位于法国奥弗涅-罗讷-阿尔卑斯大区伊泽尔省，该省份为法国东南部内陆省份，北起顺时针与安省、萨瓦省、上阿尔卑斯省、德龙省、阿尔代什省、卢瓦尔省和罗讷省。
与米里亚内特接壤的市镇（或旧市镇、城区）包括：圣马丹迪里亚日、沃农、多梅讷、日耶尔、梅朗、勒韦勒。

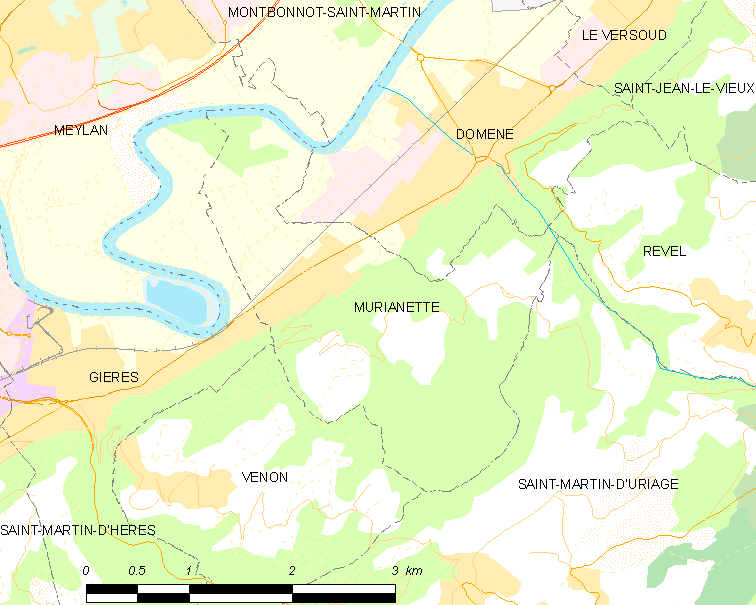
米里亚内特的OSM定位图

米里亚内特的时区为UTC+01:00、UTC+02:00（夏令时）。

## 行政
米里亚内特的邮政编码为38420，INSEE市镇编码为38271。

## 政治
米里亚内特所属的省级选区为梅朗县。

## 人口

1962-2008年间米里亚内特人口变化图示

米里亚内特于2022年1月1日时的人口数量为866人。